# José Machín
José Ndong Machín Dicombo, meglio conosciuto come Pepín Machín (Bata, 14 agosto 1996), è un calciatore equatoguineano, centrocampista svincolato della nazionale equatoguineana.

## Biografia
Il 4 ottobre 2019, in seguito al trasferimento del calciatore dal Pescara al Parma in prestito nel gennaio precedente, vengono deferiti alla Procura Federale lo stesso giocatore, il Delfino Pescara, il presidente Daniele Sebastiani ed il collaboratore dell'area marketing Pietro Falconio per una serie di presunte irregolarità sul suo trasferimento. Il 25 ottobre il giocatore patteggia una multa di 3.400 euro, con conseguente sanzione al Pescara per responsabilità oggettiva e proscioglimento di Sebastiani e Falconio.

## Caratteristiche tecniche
È un classico regista che gioca anche come centrocampista centrale e mezzala, inoltre può avanzare il suo raggio d'azione giocando anche come trequartista, possiede anche una buona tecnica di base e una buona visione di gioco. Elegante nello stile di gioco, si distingue anche l'aggressività con cui scende in campo e per le capacità nel recuperare il pallone.

## Carriera

### Club

#### Inizi, Roma e prestiti
Nato a Bata, in Guinea Equatoriale, inizia a giocare a calcio nel settore giovanile del club spagnolo del La Floresta, a Tarragona. A otto anni, nel 2004, entra nel vivaio del Barcellona, dove rimane per quattro stagioni prima di tornare al La Floresta, dove resta un altro anno. Dopo un passaggio nel vivaio del Cambrils, entra nel settore giovanile del Gimnàstic di Tarragona, dove si rilancia. A quindici anni sostiene un provino con il Milan. Nel 2012 entra, insieme al connazionale Aitor Embela, compagno nella Under-16 equatoguineana, nel settore giovanile del Málaga.
Dopo essersi messo in luce nel settore giovanile del club andaluso, il 30 gennaio 2015 viene acquistato dalla Roma. Nel suo primo anno in giallorosso è un titolare inamovibile della formazione giovanile Primavera con cui vince il campionato Primavera 2015-2016 e ottiene anche qualche panchina in Serie A con la prima squadra.
Il 28 agosto 2016 esordisce in serie B con la maglia del Trapani, dove si è trasferito in prestito con diritto di riscatto. Dopo 9 presenze complessive a metà stagione torna a Roma, per poi andare in prestito nuovamente con diritto di riscatto al Lugano.
Non riscattato e tornato alla Roma, l'8 luglio 2017 passa in prestito annuale al Brescia, in Serie B, con diritto di riscatto e contro-riscatto a favore dei club capitolino. Il 28 ottobre segna il suo primo gol in serie B, nella trasferta vinta per 3-0 a Pescara.

#### Esperienze a Pescara, Parma e Monza
Nella prima metà della stagione 2018-19 gioca a Pescara, dove disputa 17 gare complessive, segnando un gol, per poi passare al Parma nel gennaio 2019 in prestito con obbligo di riscatto. Il 24 febbraio 2019 esordisce con i ducali in Serie A, nella partita col Napoli persa in casa per 4-0. Chiude la stagione totalizzando due presenze. Nell'estate 2019 il Parma lo riscatta, ed il 31 agosto torna in prestito al Pescara.
Tuttavia la sua seconda avventura a Pescara (nonostante 7 goal in 20 partite) dura poco in quanto il 31 gennaio 2020 si accasa al Monza in prestito con obbligo di riscatto.
La sua avventura in Brianza dura appena 12 mesi, durante i quali colleziona 16 presenze e 1 goal tra campionato e coppa nazionale. Infatti, il 15 gennaio 2021, viene ufficializzato il suo terzo ritorno, il secondo in prestito, al Pescara fino al termine della stagione. Il 9 febbraio successivo torna al gol, nella trasferta in casa dell'Empoli, siglando il gol del definitivo 2-2.

#### Ritorno a Monza e prestiti al Frosinone e all'FC Cartagena
Tornato nelle file del Monza per la stagione 2021/2022, segna il primo gol con i brianzoli il 25 settembre 2021, in occasione del successo casalingo sul Pordenone (3-1) diventando poi uno dei protagonisti della promozione in Serie A dei brianzoli segnando anche una rete nella gara di ritorno della finale Play-off contro il Pisa.
Dopo due stagioni giocate in Sere A con la casacca del Monza, il 26 agosto 2024  viene ceduto in prestito al Frosinone. Il giorno dopo scende in campo per la prima volta con la maglia del Frosinone nel pareggio interno contro il Modena (1-1).
Tuttavia coi ciociari trova poco spazio, finendo pure ai margini della rosa per essersi lamentato di ciò, tanto che il 29 gennaio 2025 il prestito viene rescisso; contestualmente viene ceduto, sempre a titolo temporaneo, all'FC Cartagena, nella seconda serie spagnola.
Non riscattato dagli spagnoli in seguito alla retrocessione in terza serie, il 17 giugno 2025 il Monza annuncia la risoluzione consensuale del contratto di Machín.

### Nazionale
Nel 2011 debutta con la nazionale equatoguineana Under-16, creata appositamente per partecipare ad un torneo tenutosi a Gerona. Il 12 novembre 2015 debutta con la nazionale maggiore della Guinea Equatoriale nella partita contro il Marocco valida per le qualificazioni dei mondiali 2018. Gioca anche partite per le qualificazioni alla Coppa d'Africa 2017; è stato convocato per la Coppa delle nazioni africane 2021 e per la Coppa delle nazioni africane 2023.

## Statistiche

### Presenze e reti nei club
Statistiche aggiornate al 29 gennaio 2025.
| Stagione            | Squadra         | Campionato      | Campionato | Campionato | Coppe nazionali | Coppe nazionali | Coppe nazionali | Coppe continentali | Coppe continentali | Coppe continentali | Altre coppe | Altre coppe | Altre coppe | Totale | Totale |
| Stagione            | Squadra         | Comp            | Pres       | Reti       | Comp            | Pres            | Reti            | Comp               | Pres               | Reti               | Comp        | Pres        | Reti        | Pres   | Reti   |
| ------------------- | --------------- | --------------- | ---------- | ---------- | --------------- | --------------- | --------------- | ------------------ | ------------------ | ------------------ | ----------- | ----------- | ----------- | ------ | ------ |
| 2016-gen. 2017      | Trapani         | B               | 7          | 0          | CI              | 2               | 0               | -                  | -                  | -                  | -           | -           | -           | 9      | 0      |
| gen.-giu. 2017      | Lugano          | SL              | 5          | 0          | CS              | 0               | 0               | -                  | -                  | -                  | -           | -           | -           | 5      | 0      |
| 2017-gen. 2018      | Brescia         | B               | 21         | 1          | CI              | 0               | 0               | -                  | -                  | -                  | -           | -           | -           | 21     | 1      |
| gen.-giu. 2018      | Pescara         | B               | 11         | 2          | CI              | 0               | 0               | -                  | -                  | -                  | -           | -           | -           | 11     | 2      |
| 2018-gen. 2019      | Pescara         | B               | 17         | 1          | CI              | 2               | 0               | -                  | -                  | -                  | -           | -           | -           | 19     | 1      |
| gen.-giu. 2019      | Parma           | A               | 2          | 0          | CI              | 0               | 0               | -                  | -                  | -                  | -           | -           | -           | 2      | 0      |
| 2019-2020           | Pescara         | B               | 20         | 7          | CI              | 0               | 0               | -                  | -                  | -                  | -           | -           | -           | 20     | 7      |
| gen.-giu. 2020      | Monza           | C               | 3          | 0          | CI+CI-C         | 0               | 0               |                    | -                  | -                  |             | -           | -           | 3      | 0      |
| 2020-gen. 2021      | Monza           | B               | 10         | 0          | CI              | 3               | 1               | -                  | -                  | -                  | -           | -           | -           | 13     | 1      |
| gen.-giu. 2021      | Pescara         | B               | 19         | 2          | CI              | 0               | 0               | -                  | -                  | -                  | -           | -           | -           | 19     | 2      |
| Totale Pescara      | Totale Pescara  | Totale Pescara  | 67         | 12         |                 | 2               | 0               |                    |                    |                    |             |             |             | 69     | 12     |
| 2021-2022           | Monza           | B               | 25+4       | 4+1        | CI              | 1               | 0               | -                  | -                  | -                  | -           | -           | -           | 30     | 5      |
| 2022-2023           | Monza           | A               | 25         | 0          | CI              | 2               | 0               | -                  | -                  | -                  | -           | -           | -           | 27     | 0      |
| 2023-2024           | Monza           | A               | 10         | 0          | CI              | 0               | 0               | -                  | -                  | -                  | -           | -           | -           | 10     | 0      |
| ago. 2024           | Monza           | A               | 0          | 0          | CI              | 0               | 0               | -                  | -                  | -                  | -           | -           | -           | 0      | 0      |
| Totale Monza        | Totale Monza    | Totale Monza    | 73+4       | 4+1        |                 | 6               | 1               |                    | -                  | -                  |             | -           | -           | 83     | 6      |
| ago. 2024-gen. 2025 | Frosinone       | B               | 5          | 0          | CI              | -               | -               | -                  | -                  | -                  | -           | -           | -           | 5      | 0      |
| Totale carriera     | Totale carriera | Totale carriera | 180+4      | 17+1       |                 | 10              | 1               |                    | -                  | -                  |             | -           | -           | 194    | 19     |

### Cronologia presenze e reti in nazionale
| Cronologia completa delle presenze e delle reti in nazionale ― Guinea Equatoriale | Cronologia completa delle presenze e delle reti in nazionale ― Guinea Equatoriale | Cronologia completa delle presenze e delle reti in nazionale ― Guinea Equatoriale | Cronologia completa delle presenze e delle reti in nazionale ― Guinea Equatoriale | Cronologia completa delle presenze e delle reti in nazionale ― Guinea Equatoriale | Cronologia completa delle presenze e delle reti in nazionale ― Guinea Equatoriale | Cronologia completa delle presenze e delle reti in nazionale ― Guinea Equatoriale | Cronologia completa delle presenze e delle reti in nazionale ― Guinea Equatoriale |
| Data                                                                              | Città                                                                             | In casa                                                                           | Risultato                                                                         | Ospiti                                                                            | Competizione                                                                      | Reti                                                                              | Note                                                                              |
| --------------------------------------------------------------------------------- | --------------------------------------------------------------------------------- | --------------------------------------------------------------------------------- | --------------------------------------------------------------------------------- | --------------------------------------------------------------------------------- | --------------------------------------------------------------------------------- | --------------------------------------------------------------------------------- | --------------------------------------------------------------------------------- |
| 12-11-2015                                                                        | Rabat                                                                             | Marocco                                                                           | 2 – 0                                                                             | Guinea Equatoriale                                                                | Qual. Mondiali 2018                                                               | -                                                                                 | 52’                                                                               |
| 15-11-2015                                                                        | Bata                                                                              | Guinea Equatoriale                                                                | 1 – 0                                                                             | Marocco                                                                           | Qual. Mondiali 2018                                                               | -                                                                                 |                                                                                   |
| 25-3-2016                                                                         | Bamako                                                                            | Mali                                                                              | 1 – 0                                                                             | Guinea Equatoriale                                                                | Qual. Coppa d'Africa 2017                                                         | -                                                                                 |                                                                                   |
| 28-3-2016                                                                         | Malabo                                                                            | Guinea Equatoriale                                                                | 0 – 1                                                                             | Mali                                                                              | Qual. Coppa d'Africa 2017                                                         | -                                                                                 |                                                                                   |
| 9-6-2017                                                                          | Dakar                                                                             | Senegal                                                                           | 3 – 0                                                                             | Guinea Equatoriale                                                                | Qual. Coppa d'Africa 2019                                                         | -                                                                                 |                                                                                   |
| 13-10-2018                                                                        | Bata                                                                              | Guinea Equatoriale                                                                | 0 – 1                                                                             | Madagascar                                                                        | Qual. Coppa d'Africa 2019                                                         | -                                                                                 | 72’                                                                               |
| 13-10-2019                                                                        | Salon-de-Provence                                                                 | Guinea Equatoriale                                                                | 1 – 1                                                                             | Togo                                                                              | Amichevole                                                                        | -                                                                                 | 66’                                                                               |
| 19-11-2019                                                                        | Malabo                                                                            | Guinea Equatoriale                                                                | 0 – 1                                                                             | Tunisia                                                                           | Qual. Coppa d'Africa 2021                                                         | -                                                                                 | 88’                                                                               |
| 11-11-2020                                                                        | Il Cairo                                                                          | Libia                                                                             | 2 – 3                                                                             | Guinea Equatoriale                                                                | Qual. Coppa d'Africa 2021                                                         | -                                                                                 | 90+5’                                                                             |
| 15-11-2020                                                                        | Bata                                                                              | Guinea Equatoriale                                                                | 1 – 0                                                                             | Libia                                                                             | Qual. Coppa d'Africa 2021                                                         | -                                                                                 |                                                                                   |
| 25-3-2021                                                                         | Malabo                                                                            | Guinea Equatoriale                                                                | 1 – 0                                                                             | Mauritania                                                                        | Qual. Coppa d'Africa 2021                                                         | -                                                                                 | 45’                                                                               |
| 28-3-2021                                                                         | Radès                                                                             | Tunisia                                                                           | 2 – 1                                                                             | Guinea Equatoriale                                                                | Qual. Coppa d'Africa 2021                                                         | -                                                                                 | 60’                                                                               |
| 7-10-2021                                                                         | Malabo                                                                            | Guinea Equatoriale                                                                | 2 – 0                                                                             | Zambia                                                                            | Qual. Mondiali 2022                                                               | -                                                                                 | 69’                                                                               |
| 10-10-2021                                                                        | Lusaka                                                                            | Zambia                                                                            | 1 – 1                                                                             | Tunisia                                                                           | Qual. Mondiali 2022                                                               | -                                                                                 | 78’                                                                               |
| 13-11-2021                                                                        | Malabo                                                                            | Guinea Equatoriale                                                                | 1 – 0                                                                             | Tunisia                                                                           | Qual. Mondiali 2022                                                               | -                                                                                 | 89’                                                                               |
| 12-1-2022                                                                         | Douala                                                                            | Guinea Equatoriale                                                                | 0 – 1                                                                             | Costa d'Avorio                                                                    | Coppa d'Africa 2021 - 1º turno                                                    | -                                                                                 |                                                                                   |
| 16-1-2022                                                                         | Douala                                                                            | Algeria                                                                           | 0 – 1                                                                             | Guinea Equatoriale                                                                | Coppa d'Africa 2021 - 1º turno                                                    | -                                                                                 |                                                                                   |
| 20-1-2022                                                                         | Limbe                                                                             | Sierra Leone                                                                      | 0 – 1                                                                             | Guinea Equatoriale                                                                | Coppa d'Africa 2021 - 1º turno                                                    | -                                                                                 | 64’                                                                               |
| 26-1-2022                                                                         | Limbe                                                                             | Mali                                                                              | 0 – 0 dts (5 – 6 dtr)                                                             | Guinea Equatoriale                                                                | Coppa d'Africa 2021 - Ottavi di finale                                            | -                                                                                 | 82’                                                                               |
| 30-1-2022                                                                         | Yaoundé                                                                           | Senegal                                                                           | 3 – 1                                                                             | Guinea Equatoriale                                                                | Coppa d'Africa 2021 - Quarti di finale                                            | -                                                                                 | 36’ 85’                                                                           |
| 13-10-2023                                                                        | Malabo                                                                            | Guinea Equatoriale                                                                | 0 – 0                                                                             | Burkina Faso                                                                      | Amichevole                                                                        | -                                                                                 |                                                                                   |
| 15-11-2023                                                                        | Malabo                                                                            | Guinea Equatoriale                                                                | 1 – 0                                                                             | Namibia                                                                           | Qual. Mondiali 2026                                                               | -                                                                                 | 89’                                                                               |
| 20-11-2023                                                                        | Paynesville                                                                       | Liberia                                                                           | 0 – 1                                                                             | Guinea Equatoriale                                                                | Qual. Mondiali 2026                                                               | -                                                                                 | 66’                                                                               |
| 14-1-2024                                                                         | Abidjan                                                                           | Nigeria                                                                           | 1 – 1                                                                             | Guinea Equatoriale                                                                | Coppa d'Africa 2023 - 1º turno                                                    | -                                                                                 | 86’                                                                               |
| 18-1-2024                                                                         | Abidjan                                                                           | Guinea Equatoriale                                                                | 4 – 2                                                                             | Guinea-Bissau                                                                     | Coppa d'Africa 2023 - 1º turno                                                    | -                                                                                 |                                                                                   |
| 22-1-2024                                                                         | Abidjan                                                                           | Guinea Equatoriale                                                                | 4 – 0                                                                             | Costa d'Avorio                                                                    | Coppa d'Africa 2023 - 1º turno                                                    | -                                                                                 | 85’                                                                               |
| 28-1-2024                                                                         | Abidjan                                                                           | Guinea Equatoriale                                                                | 0 – 1                                                                             | Guinea                                                                            | Coppa d'Africa 2023 - Ottavi di finale                                            | -                                                                                 |                                                                                   |
| 11-10-2024                                                                        | Malabo                                                                            | Guinea Equatoriale                                                                | 1 – 0                                                                             | Liberia                                                                           | Qual. Coppa d'Africa 2025                                                         | -                                                                                 | 88’                                                                               |
| 14-10-2024                                                                        | Monrovia                                                                          | Liberia                                                                           | 1 – 2                                                                             | Guinea Equatoriale                                                                | Qual. Coppa d'Africa 2025                                                         | -                                                                                 |                                                                                   |
| 14-11-2024                                                                        | Malabo                                                                            | Guinea Equatoriale                                                                | 0 – 0                                                                             | Algeria                                                                           | Qual. Coppa d'Africa 2025                                                         | -                                                                                 |                                                                                   |
| 17-11-2024                                                                        | Lomé                                                                              | Togo                                                                              | 3 – 0                                                                             | Guinea Equatoriale                                                                | Qual. Coppa d'Africa 2025                                                         | -                                                                                 | Cap. 58’                                                                          |
| 21-3-2025                                                                         | Malabo                                                                            | Guinea Equatoriale                                                                | 2 – 0                                                                             | São Tomé e Príncipe                                                               | Qual. Mondiali 2026                                                               | -                                                                                 |                                                                                   |
| 24-3-2025                                                                         | Johannesburg                                                                      | Namibia                                                                           | 1 – 1                                                                             | Guinea Equatoriale                                                                | Qual. Mondiali 2026                                                               | -                                                                                 | 65’                                                                               |
| Totale                                                                            |                                                                                   | Presenze                                                                          | 33                                                                                |                                                                                   | Reti                                                                              | 0                                                                                 |                                                                                   |

## Palmarès

### Club

#### Competizioni giovanili
- Campionato Primavera: 1

Roma: 2015-2016

#### Competizioni nazionali
- Serie C: 1

Monza: 2019-2020 (girone A)